# 新亞歷山德里夫卡 (克拉斯諾赫拉德區)
49°7′52″N 35°54′55″E / 49.13111°N 35.91528°E
新亞歷山德里夫卡（烏克蘭語：Новоолександрівка），是烏克蘭的村落，位於該國東部哈爾科夫州，由别列斯京区負責管轄，始建於1905年，面積3.87平方公里，海拔高度155米，2001年人口976，人口密度每平方公里252.2人。